# ماريا دي فيليغاس دي سان بيير
كانت ماريا دي فيليغاس دي سان بيير أو الكونتيسة ماريا فان دن ستين دي جيهاي (1870-1941) كاتبة بلجيكية فازت بجائزة الأدب الفرنسي عن روايتها «ملامح الأطفال» لعام 1912. أصبحت ممرضة، وعند اندلاع الحرب العالمية الأولى، حولت تركة عائلتها إلى مستشفى. عندما استولى الألمان على منطقتها، ذهبت إلى الجبهة كممرضة للجنود في مستشفى «دوك دي فيندوم» بالقرب من كاليه، وسرعان ما نقلت إلى مستشفى إليزابيث في «بيوبيرينغ» حيث خدمت كمديرة للمستشفى لمدة ثلاث سنوات ونصف. وبعد إنشاء رابطة المساعدة المدنية البلجيكية، أنشأت الكونتيسة صناديق لجمع الأموال، أدارت الرابطة لدعم ثلاثة مستشفيات، وبناء اثنين من دور الأيتام، وإدارة المدارس، وتوفير التطعيمات والعديد من المبادرات الأخرى في مجال الصحة العامة. حصلت على العديد من الجوائز والأوسمة، بما في ذلك وسام التاج البلجيكي، ووسام ليوبولد، ووسام الإمبراطورية البريطانية، وكروا دو غويري الفرنسي.

## حياتها المبكرة
ولدت «ماريا شارلوت غيسلان دي فيليغاس دي سان بيير» في 14 ديسمبر 1870 في قلعة لوفيني، بالقرب من سونييس، التابعة لمقاطعة هاينوت ببلجيكا. والدها الكونت البلجيكي «ليون دي فيليغاس دي سان بيير» ووالدتها الكونتيسة «ماري فرديناندي دي مايلان» من موهيفيل، التابعة لمقاطعة والونيان نامور. كان والدها دبلوماسيا، لكنه تخلى عن حياته المهنية ليصبح عمدة مدينة تشوسه-نوتردام-لوفينييس. كانت ماريا الطفل الثاني في الأسرة وكان لها شقيق أكبر يدعى ألفونس، وأخت وأخ أصغر سنًا، هما شقيقها لويس وشقيقتها ألبيرتين، وتربيا في قلعة العائلة في المقاطعة. في 17 مايو 1892، تزوجت ابن عمتها كونت «ليوبولد فان دي ستين دي جيهاي»، الذي عمل مع العائلة المالكة كجهة اتصال بين المحكمة والأجانب. وعاش الزوجان في بروكسل على مسافة قريبة من القصر الملكي وأمضيا أشهر الصيف في قلعة عائلة زوجها في شيفتوجن في مقاطعة نامور. وفي غضون عام، أنجبت ابنها الوحيد جان.

## الحياة المهنية
تبعًا للتقاليد الأسرية، أصبحت «دي فيليغاس دي سان بيير» كاتبة، ونشرت أعمالها بأسماء مستعارة «كويفيدو» أو «دام بيلوش». بدأت في نشر أعمالها عام 1902، نشرت رواية «ملامح الأطفال» في عام 1912، وأقرتها الأكاديمية الفرنسية. كان لها عمود مقالي منتظم عن الأزياء والمهرجانات، لكنها كتبت أيضًا بعض التعليقات الاجتماعية والتي كانت سابقة لأوانها مثل؛ المستعمرات والتأثير الأنثوي، والرابطة الوطنية لحماية الأطفال السود في الكونغو البلجيكية، وسن التحاق الأطفال بالعمالة؛ والتي نشرت عام 1913 في مجلات مثل مجلة «المرأة البلجيكية». كانت مشاركة في جمعية رجال الآداب.
في عام 1907، أصبحت دي فيليغاس دي سان بيير إحدى مؤسسي مدرسة سانت كاميل للتمريض، وهي منشأة تدريب كاثوليكية لتعليم الممرضات بأسلوب ديني وليس علماني. اعتقدت أن التدريب ضروري، ولكن ككاثوليكية ورعة شعرت أنه من الممكن الجمع بين التدريب العلمي والديني. حملت دروس التمريض على عاتقها، وعند سماع شائعات عن الحرب الوشيكة، اتخذت خطوات لمساعدة الصليب الأحمر البلجيكي عن طريق التدريب في المدرسة. عندما بدأت الحرب العالمية الأولى، ذهبت إلى وزارة الحرب لإكمال التصاريح لتحويل قلعة شيفوجن إلى مستشفى محايد للقوات على جانبي النزاع. كان المرفق بمثابة محطة طوارئ مؤقتة، وطلبت تعديلات لتكون المحطة مناسبة، مثل تحويل غرفة المعيشة في القلعة إلى غرفة عمليات. في نهاية أغسطس 1914، بدأ الألمان في احتلال القلعة وكانت دي فيليغاس دي سان بيير وممرضاتها يواصلن العمل، لكنها كانت تخطط أيضًا للعمل في المقدمة. عند إغلاق المستشفى في نوفمبر، سافرت عبر ميناء إيجيسدين الهولندي، حيث أقامت مع عائلتها حتى تتمكن من المرور على متن العبارة إلى كاليه. تمكنت أيضًا من رؤية شقيقها لويس الذي أصيب في المعركة، وكان بدرجة قنصل في ماستريخت.
عند وصولها إلى كاليه، قدمت الكونتيسة نفسها إلى الدكتورة أنطوان ديباج، التي رفضت خدماتها للعمل في المركز الشهير «أمبولانس دي أوسيان». ثم ذهبت إلى مستشفى «دي دوك دي فيندوم» لتقديم خدماتها وانتهى بها الحال إلى العمل في غرفة الملاءات بالمستشفى لمدة ستة أسابيع. وعندما اكتشف طبيب أسرتها «ليوبولد ميليس»، والذي كان أيضا كبير مفتشي الخدمة الصحية للجيش البلجيكي، أنها تعمل كخياطة وليس كممرضة، نقلها إلى «بوبرنج» لمساعدته في إنشاء مستشفى للتيفوئيد. أنشأت مستشفى إليزابيث في قلعة «دوندت» مع خمس وعشرين ممرضة إنجليزية من شركة كويكر، وبعض الممرضين من سان كاميل. كان معظم نشاطها كمديرة للمستشفى هو جمع التبرعات، واستخدمت دائرة علاقتها الواسعة بالنبلاء لجمع الأموال لبناء المستشفى ولضمان استمراره. في البدء، كان التركيز على السكان المدنيين مع التركيز بشكل خاص على الأطفال اللاجئين والأيتام،ولكن في أبريل 1915، عندما أُغلقت مستشفى «ساكر كور» حصل «دي فيليغاس دي سان بيير» على تصريح لعلاج العساكر في مستشفى إليزابيث.
استخدمت دائرة الاتصالات الواسعة ومهارات الكونتيسة لتأسيس جمعية المساعدة المدنية البلجيكية تحت رعاية الملكة إليزابيث. تعهدت هذه المنظمة بتوفير الأموال والضروريات الطبية لمستشفى ساكر كير في إيبرس ومستشفى إليزابيث ومستشفى متحف هازبروك. قدمت الأموال والمستلزمات لمحطات الإغاثة في جميع أنحاء البلاد، ونظمت التطعيم ضد التيفوئيد، ووزعت الحليب للأطفال وساعدت في عمليات التفتيش الصحية وبرامج تنقية المياه وبناء دور للأيتام ودور الحضانة، وإنقاذ التراث الثقافي وممتلكات الكنائس والأديرة والمباني المدنية. من خلال الرابطة، نظمت المدارس في بوبرينج في حديقة القلعة لأن معظم المنشآت التعليمية أغلقت وهرب المعلمون من القصف. حضر أكثر من 300 طفل الدروس اليومية التي راقبتها السلطات البلجيكية. أجبر القصف المستمر على نقل المدرسة إلى مزرعة دريك قرب زويجنارد ثم نقل 75 طفلاً إضافيًا إلى شمال فرنسا حيث التحقوا بمدرسة الفلمنكية في كاستر.
في 1916، أصبحت دي فيليغاس دي سانت بيير مريضة بعدوى شديدة في الحلق. أظهر تحليل الدم أنها تعاني من الإنتان بسبب الغازات السامة. دعتها البارونة دي لاجرانج كلمنتين دي شاومونت كويتري للتعافي في قلعتها لاموت أو بوا بالقرب من هازبروك، زارها د.ميليز وأكد وجود ورم في رقبتها. أجرى لها عملية جراحية على الفور وأنقذ حياة دي فيليغاس دي سانت بيير. بعد تعافيها، عادت الكونتيسة إلى عملها في مستشفى إليزابيث حتى انتهت الحرب عام 1918. عادت إلى بروكسل وتقاعدت من معظم أعمالها في المستشفى باستثناء الخدمة في مجالس إدارة جمعية التمريض، في عيادة دوز أليس في إيكيل ومدرسة سانت كاميل للتمريض. كُرمت على عملها في الحرب ونالت عدة أوسمة منها قائدة برتبة التاج وفارسة برتبة ليوبولد وقائد رتبة الإمبراطورية البريطانية بالإضافة إلى تسلمها لوسام كروادي جير الفرنسي ووسام البابا والكنيسة.
عادت دي فيليغاس دي سانت بيير إلى الكتابة بعد وفاة زوجها، ولكن باستخدام اسم ماريا فان دين ستيين دي جيهاي. نشرت عدة أعمال عن سيرتها الذاتية منها مون جورنال دينفرميير (مذكراتي عن التمريض، 1923) ونو سوفيرانيز ألا بان (حكامنا في دي بان)، التي تسلسلت في طبعات مارس وأبريل عام 1939 في مجلة ريفو بليدج، وكتبت عملين غير منشورين؛ لوتر غير (الحرب الأخرى) والمنطقة البريطانية.

## الموت والإرث
ماتت دي فيليغاس دي سانت بيير في 23 يناير 1941 في بروكسل وأقيمت لها جنازة ضخمة في كاتدرائية القديس ميخائيل والقديس جودولا. في عام 2009، نشرت قريبتها فلورنس دي مورو دي فيليغاس دي سانت بيير سيرة ذاتية عنها باستخدام مذكراتها وصحائفها بعنوان إين شاتلاين دون لي ترانشيه (سيدة في الخنادق). عام 2014، قدم معرض في قلعة شاتو دي شيفيتوغن أعمالًا فنية وعروضًا تقديمية عن حياة الكونتيسة واستمر لمدة خمسة أشهر.